# Associazione Calcio Monza 1975-1976
Questa voce raccoglie le informazioni riguardanti l'Associazione Calcio Monza nelle competizioni ufficiali della stagione 1975-1976.

## Stagione
Il Monza di Alfredo Magni si classifica al primo posto nel girone A del campionato di Serie C conquistando così la promozione in Serie B.
Dopo tre stagioni di purgatorio, finalmente la vittoria che consente il ritorno tra i cadetti. Alla promozione si è arrivati raggranellando 58 punti, distanziando la Cremonese di 12 punti.
In casa il Monza è stato un rullo compressore: 17 vittorie, un pari ed una sola sconfitta, nel recupero con l'Udinese, a promozione acquisita, vantando anche il miglior attacco del campionato.
I biancorossi hanno messo a segno 54 reti con due attaccanti in doppia cifra: Luigi Sanseverino con 13 reti e Ugo Tosetto con 12. Con 20 reti subite la squadra brianzola ha avuto la miglior difesa del girone.
Anche nella Coppa Italia di Serie C è stata una stagione da incorniciare. Ma dopo due vittorie di fila nelle precedenti edizioni, perde 1-0 la finale con il Lecce. A coronare l'ottima stagione arriva anche la vittoria nella Coppa Anglo-Italiana, vinta battendo 1-0 nella finale disputata a Monza il 19 giugno gli inglesi del Wimbledon.
Nello scontro diretto per la Coppa di Lega Semipro con la vincente inglese, nulla da fare contro il Wycombe che si aggiudica il titolo.

## Rosa
| N. |                   | Ruolo | Calciatore           |
| -- | ----------------- | ----- | -------------------- |
|    | Italia (bandiera) | C     | Giovanni Ardemagni   |
|    | Italia (bandiera) | C     | Paolo Beruatto       |
|    | Italia (bandiera) | A     | Ariedo Braida        |
|    | Italia (bandiera) | C     | Ruben Buriani        |
|    | Italia (bandiera) | C     | Francesco Casagrande |
|    | Italia (bandiera) | P     | Marziano Colombo     |
|    | Italia (bandiera) | A     | Francesco D'Urso     |
|    | Italia (bandiera) | C     | Walter De Vecchi     |
|    | Italia (bandiera) | D     | Franco Fasoli        |
|    | Italia (bandiera) | D     | Franco Fontana       |
|    | Italia (bandiera) | D     | Eugenio Gamba        |
|    | Italia (bandiera) | C     | Elio Garavaglia      |
|    | Italia (bandiera) | D     | Paolo Leban          |

| N. |                   | Ruolo | Calciatore          |
| -- | ----------------- | ----- | ------------------- |
|    | Italia (bandiera) | D     | Benito Michelazzi   |
|    | Italia (bandiera) | A     | Raffaele Monterosso |
|    | Italia (bandiera) | C     | Fausto Oliva        |
|    | Italia (bandiera) | A     | Vanni Peressin      |
|    | Italia (bandiera) | A     | Gesualdo Piacenti   |
|    | Italia (bandiera) | C     | Fabio Sala          |
|    | Italia (bandiera) | A     | Luigi Sanseverino   |
|    | Italia (bandiera) | P     | Giuliano Terraneo   |
|    | Italia (bandiera) | A     | Roberto Tosetti     |
|    | Italia (bandiera) | A     | Ugo Tosetto         |
|    | Italia (bandiera) | D     | Giuliano Vincenzi   |
|    | Italia (bandiera) | D     | Efrem Vitali        |
|    | Italia (bandiera) | D     | Paolo Zabotto       |

## Risultati

### Serie C

#### Girone di andata
| Arbitro: | Grillenzoni (Finale Emilia) |

|           |           |  |
| Gamba 30’ | Marcatori |  |

| Arbitro: | Lanzafame (Taranto) |

|           |           |                 |
| Motta 60’ | Marcatori | 10’ Sanseverino |

| Arbitro: | Carvani (Piacenza) |

|                                                 |           |  |
| Sanseverino 12’ (rig.) Ardemagni 28’ Oliva 91’= | Marcatori |  |

| Arbitro: | Prato (Lecce) |

|                   |           |  |
| Ardemagni 5’, 90’ | Marcatori |  |

| Arbitro: | Lapi (Firenze) |

|  |           |                                               |
|  | Marcatori | 29’ Peressin 59’ Sanseverino 77’, 84’ Tosetto |

| Arbitro: | Lanzetti (Viterbo) |

|                        |           |  |
| Sanseverino 59’ (rig.) | Marcatori |  |

| Arbitro: | Falasca (Chieti) |

|  |           |                 |
|  | Marcatori | 78’ Sanseverino |

| Arbitro: | Lo Bello (Siracusa) |

|                    |           |              |
| De Vecchi 51’, 63’ | Marcatori | 14’ Giavardi |

| Arbitro: | Esposito (Torre Annunziata) |

|              |           |                        |
| Frigerio 35’ | Marcatori | 82’ (rig.) Sanseverino |

| Arbitro: | Foschi (Forlì) |

|                                              |           |                            |
| Canzi 4’ Vanazzi 11’, 75’ Tosetto 61’ (aut.) | Marcatori | 22’ Braida 59’ Sanseverino |

| Arbitro: | Menotti (Bologna) |

|            |           |  |
| Braida 40’ | Marcatori |  |

| Arbitro: | Lanzafame (Taranto) |

|            |           |  |
| Braida 31’ | Marcatori |  |

| Arbitro: | Lanese (Messina) |

|  |           |             |
|  | Marcatori | 55’ Tosetto |

| Arbitro: | Mattei (Macerata) |

|             |           |  |
| Buriani 47’ | Marcatori |  |

| Arbitro: | Lenardon (Siena) |

|  |           |                 |
|  | Marcatori | 40’ Sanseverino |

| Monza 4 gennaio 1976 16ª giornata | Monza          | 0 – 0 | Sant'Angelo Lodigiano | Stadio Gino Alfonso Sada\| Arbitro: \| Tani (Livorno) \| |
| Arbitro:                          | Tani (Livorno) |       |                       |                                                          |

| Arbitro: | Paparesta (Bari) |

|              |           |            |
| Skoglund 13’ | Marcatori | 88’ Braida |

| Arbitro: | Colasanti (Roma) |

|                       |           |            |
| Michelazzi 96’ (aut.) | Marcatori | 71’ Braida |

| Arbitro: | Redini (Pisa) |

|             |           |  |
| Tosetto 62’ | Marcatori |  |

#### Girone di ritorno
| Arbitro: | Menotti (Bologna) |

|              |           |               |
| Sgarbossa 9’ | Marcatori | 50’ De Vecchi |

| Arbitro: | Esposito (Torre Annunziata) |

|                                         |           |                   |
| Sanseverino 23’ Buriani 38’ Tosetto 46’ | Marcatori | 37’ (rig.) Polvar |

| Alba 15 febbraio 1976 22ª giornata | Albese                | 0 – 0 | Monza | Stadio Cinzano\| Arbitro: \| Ballerini (La Spezia) \| |
| Arbitro:                           | Ballerini (La Spezia) |       |       |                                                       |

| Arbitro: | Migliore (Salerno) |

|            |           |               |
| Mazzia 85’ | Marcatori | 27’ Ardemagni |

| Arbitro: | Marino (Genova) |

|                           |           |                |
| Casagrande 38’ Braida 77’ | Marcatori | 45’ Piemontese |

| Arbitro: | D'Elia (Salerno) |

|             |           |  |
| Colombo 60’ | Marcatori |  |

| Arbitro: | Lanese (Messina) |

|                         |           |  |
| Tosetto 15’ Buriani 39’ | Marcatori |  |

| Arbitro: | Sancini (Bologna) |

|              |           |                 |
| Giavardi 40’ | Marcatori | 30’ Sanseverino |

| Arbitro: | Patrussi (Arezzo) |

|                                       |           |  |
| Buriani 55’ De Vecchi 79’ Tosetto 84’ | Marcatori |  |

| Arbitro: | Lanzafame (Taranto) |

|                |           |  |
| Casagrande 68’ | Marcatori |  |

| Arbitro: | Grillenzoni (Finale Emilia) |

|                                      |           |                                   |
| Ferraretto 44’ (rig.) Speggiorin 83’ | Marcatori | 28’ D'Urso 32’ (rig.) Sanseverino |

| Arbitro: | Materassi (Firenze) |

|  |           |               |
|  | Marcatori | 75’ De Vecchi |

| Arbitro: | Paparesta (Bari) |

|                                |           |  |
| De Vecchi 24’ Tosetto 56’, 89’ | Marcatori |  |

| Bolzano 1º maggio 1976 33ª giornata | Bolzano          | 0 – 0 | Monza | Stadio Druso\| Arbitro: \| Falasca (Chieti) \| |
| Arbitro:                            | Falasca (Chieti) |       |       |                                                |

| Arbitro: | Stillacci (Torino) |

|  |           |                                        |
|  | Marcatori | 23’ Galasso 55’ Gaiardi 69’ Gustinetti |

| Sant'Angelo Lodigiano 16 maggio 1976 35ª giornata | Sant'Angelo Lodigiano | 0 – 0 | Monza | Stadio Comunale\| Arbitro: \| Stringaro (Udine) \| |
| Arbitro:                                          | Stringaro (Udine)     |       |       |                                                    |

| Arbitro: | Bei (Roma) |

|                                  |           |  |
| Sanseverino 37’, 81’ Tosetto 65’ | Marcatori |  |

| Arbitro: | Lanzafame (Taranto) |

|                                             |           |  |
| Braida 19’ Tosetto 40’ Scalabrin 69’ (aut.) | Marcatori |  |

| Arbitro: | Ballerini (La Spezia) |

|            |           |             |
| Lorini 39’ | Marcatori | 36’ Tosetto |

### Coppa Italia Semiprofessionisti

#### Primo turno - girone 6
| Arbitro: | Giaffreda (Roma) |

|             |           |                                                  |
| Capocci 61’ | Marcatori | 74’, 88’ (rig.) Sanseverino 86’ (aut.) Guarnieri |

| Arbitro: | Paradisi (Pesaro) |

|                                                     |           |  |
| Della Giovanna 44’ (aut.) Buriani 88’ Ardemagni 89’ | Marcatori |  |

| 31 agosto 1975 3ª giornata |  | – Riposo |  |  |

| Arbitro: | Casella (Voghera) |

|                          |           |  |
| Buriani 10’ Peressin 62’ | Marcatori |  |

| Pavia 7 settembre 1975 5ª giornata | Sant'Angelo Lodigiano | 0 – 0 | Monza | Stadio Comunale\| Arbitro: \| Parussini (Udine) \| |
| Arbitro:                           | Parussini (Udine)     |       |       |                                                    |

| 10 settembre 1975 6ª giornata |  | – Riposo |  |  |

#### Turni ad eliminazione
| Monza 15 ottobre 1975 Sedicesimi di finale | Monza             | 0 – 0 | Trento | Stadio Gino Alfonso Sada\| Arbitro: \| Patrussi (Arezzo) \| |
| Arbitro:                                   | Patrussi (Arezzo) |       |        |                                                             |

| Arbitro: | Redini (Pisa) |

|  |           |                  |
|  | Marcatori | 115’ Sanseverino |

| Arbitro: | Simini (Torino) |

|  |           |                           |
|  | Marcatori | 16’ De Vecchi 38’ Tosetto |

| Arbitro: | Casella (Voghera) |

|                                                                     |           |  |
| D'Urso 1’ Tosetto 13’, 46’, 76’ Ardemagni 36’ (rig.) Garavaglia 68’ | Marcatori |  |

| Monza 7 aprile 1976 Quarti di finale | Monza         | 0 – 0 | Lecco | Stadio Gino Alfonso Sada\| Arbitro: \| Longhi (Roma) \| |
| Arbitro:                             | Longhi (Roma) |       |       |                                                         |

| Arbitro: | Panzino (Catanzaro) |

|  |                      |  |
|  | Tiri di rigore 3 – 4 |  |

| Arbitro: | Mattei (Macerata) |

|                                         |           |  |
| Tosetto 16’, 86’ (rig.) Braida 58’, 90’ | Marcatori |  |

| Arbitro: | Milan (Treviso) |

|                     |           |  |
| Gattelli 80’ (rig.) | Marcatori |  |

| Arbitro: | Mattei (Macerata) |

|           |           |  |
| Loddi 20’ | Marcatori |  |

### Coppa Italo-Inglese Semipro

#### Finale
| Arbitro: | Favre |

|                |           |  |
| Casagrande 72’ | Marcatori |  |

### Coppa Anglo-Italiana

#### Scontri diretti per il titolo
| Arbitro: | Lazzaroni |

|              |           |  |
| Peressin 19’ | Marcatori |  |

| Arbitro: | Homewood |

|                       |           |  |
| Delaney 17’ Evans 26’ | Marcatori |  |

## Statistiche

### Statistiche di squadra
| Competizione                           | Punti | In casa | In casa | In casa | In casa | In casa | In casa | In trasferta | In trasferta | In trasferta | In trasferta | In trasferta | In trasferta | Totale | Totale | Totale | Totale | Totale | Totale | DR  |
| Competizione                           | Punti | G       | V       | N       | P       | Gf      | Gs      | G            | V            | N            | P            | Gf           | Gs           | G      | V      | N      | P      | Gf     | Gs     | DR  |
| -------------------------------------- | ----- | ------- | ------- | ------- | ------- | ------- | ------- | ------------ | ------------ | ------------ | ------------ | ------------ | ------------ | ------ | ------ | ------ | ------ | ------ | ------ | --- |
| Serie C                                | 58    | 19      | 17      | 1       | 1       | 33      | 6       | 19           | 6            | 11           | 2            | 21           | 14           | 38     | 23     | 12     | 3      | 54     | 20     | +34 |
| Coppa Italia Semipro                   | -     | 6       | 4       | 2       | 0       | 15      | 0       | 7            | 3            | 2            | 2            | 6            | 3            | 1 3    | 7      | 4      | 2      | 21     | 3      | +18 |
| Coppa Anglo-Italiana                   | -     | 2       | 1       | 1       | 0       | 3       | 2       | 2            | 1            | 1            | 0            | 1            | 0            | 4      | 2      | 2      | 0      | 4      | 2      | +2  |
| Coppa Italo-Inglese Semiprofessionisti | -     | 1       | 1       | 0       | 0       | 1       | 0       | 1            | 0            | 0            | 1            | 0            | 2            | 2      | 1      | 0      | 1      | 1      | 2      | -1  |
| Totale                                 | -     | 28      | 23      | 4       | 1       | 42      | 8       | 29           | 9            | 14           | 5            | 28           | 19           | 57     | 33     | 18     | 6      | 80     | 27     | +53 |

### Statistiche dei giocatori
| Giocatore | Serie C  | Serie C | Serie C     | Serie C    | Coppa Italia Semipro | Coppa Italia Semipro | Coppa Italia Semipro | Coppa Italia Semipro | Coppa Anglo Italiana | Coppa Anglo Italiana | Coppa Anglo Italiana | Coppa Anglo Italiana | Coppa Italo-Inglese | Coppa Italo-Inglese | Coppa Italo-Inglese | Coppa Italo-Inglese | Totale   | Totale | Totale      | Totale     |
| Giocatore | Presenze | Reti    | Ammonizioni | Espulsioni | Presenze             | Reti                 | Ammonizioni          | Espulsioni           | Presenze             | Reti                 | Ammonizioni          | Espulsioni           | Presenze            | Reti                | Ammonizioni         | Espulsioni          | Presenze | Reti   | Ammonizioni | Espulsioni |
| --------- | -------- | ------- | ----------- | ---------- | -------------------- | -------------------- | -------------------- | -------------------- | -------------------- | -------------------- | -------------------- | -------------------- | ------------------- | ------------------- | ------------------- | ------------------- | -------- | ------ | ----------- | ---------- |
| [[.]]     | .        | 0       | ?           | ?          | ?                    | ?                    | ?                    | ?                    | ?                    | ?                    | ?                    | ?                    | ?                   | ?                   | ?                   | ?                   | 0+       | 0+     | ?           | ?          |
| [[.]]     | .        | 0       | ?           | ?          | ?                    | ?                    | ?                    | ?                    | ?                    | ?                    | ?                    | ?                    | ?                   | ?                   | ?                   | ?                   | 0+       | 0+     | ?           | ?          |
| [[.]]     | .        | 0       | ?           | ?          | ?                    | ?                    | ?                    | ?                    | ?                    | ?                    | ?                    | ?                    | ?                   | ?                   | ?                   | ?                   | 0+       | 0+     | ?           | ?          |
| [[.]]     | .        | 0       | ?           | ?          | ?                    | ?                    | ?                    | ?                    | ?                    | ?                    | ?                    | ?                    | ?                   | ?                   | ?                   | ?                   | 0+       | 0+     | ?           | ?          |
| [[.]]     | .        | 0       | ?           | ?          | ?                    | ?                    | ?                    | ?                    | ?                    | ?                    | ?                    | ?                    | ?                   | ?                   | ?                   | ?                   | 0+       | 0+     | ?           | ?          |
| [[.]]     | .        | 0       | ?           | ?          | ?                    | ?                    | ?                    | ?                    | ?                    | ?                    | ?                    | ?                    | ?                   | ?                   | ?                   | ?                   | 0+       | 0+     | ?           | ?          |
| [[.]]     | .        | 0       | ?           | ?          | ?                    | ?                    | ?                    | ?                    | ?                    | ?                    | ?                    | ?                    | ?                   | ?                   | ?                   | ?                   | 0+       | 0+     | ?           | ?          |
| [[.]]     | .        | 0       | ?           | ?          | ?                    | ?                    | ?                    | ?                    | ?                    | ?                    | ?                    | ?                    | ?                   | ?                   | ?                   | ?                   | 0+       | 0+     | ?           | ?          |